# Stazione di Santa Maria di Pisa
La stazione di Santa Maria di Pisa è una fermata ferroviaria e tranviaria situata nell'omonimo quartiere di Sassari, lungo la ferrovia per Sorso e la tranvia cittadina, di cui è il capolinea settentrionale.

## Storia

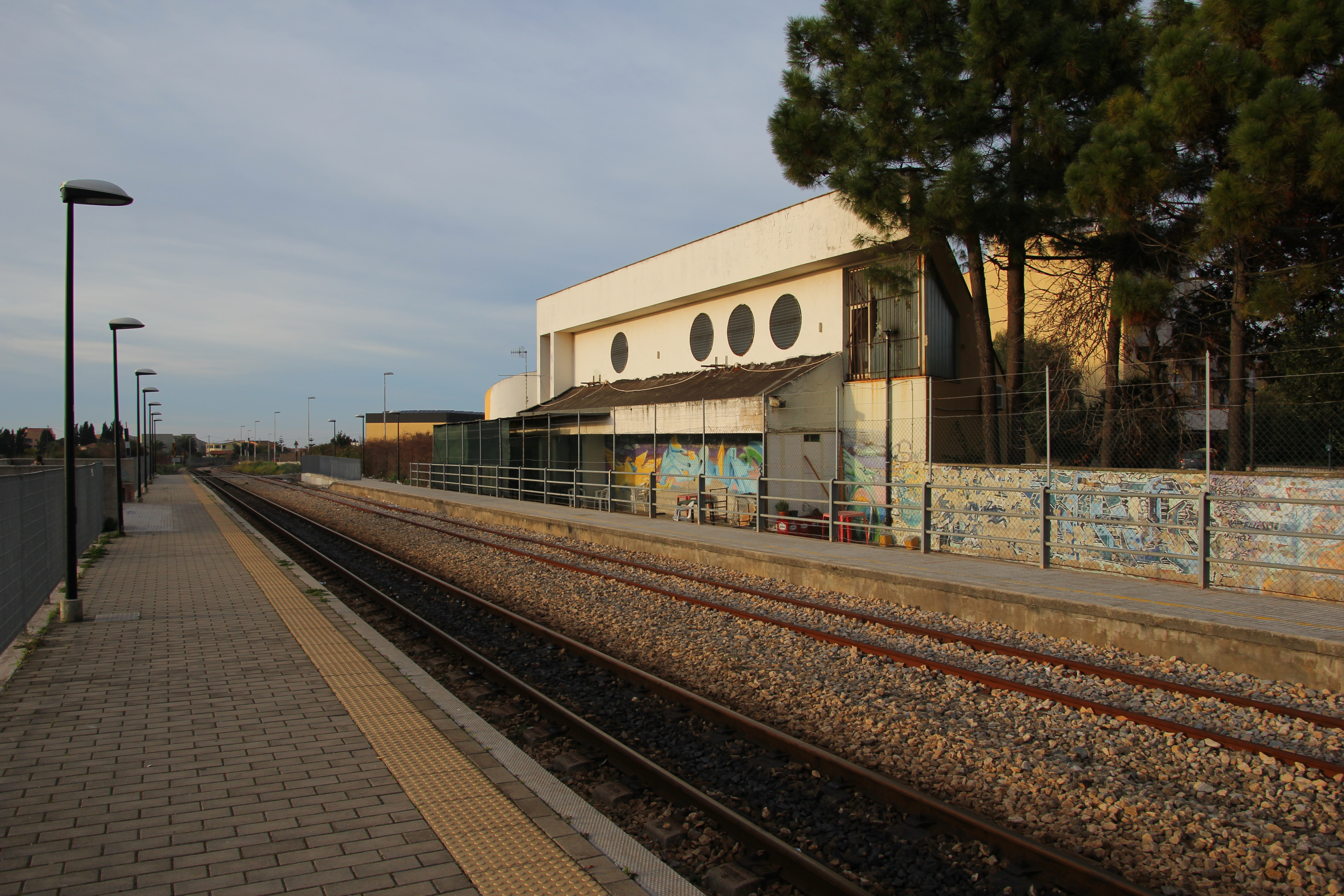
La fermata vista in direzione Sorso: l'impianto venne attivato nel 1986

La fermata venne realizzata dalle Strade Ferrate Sarde a metà anni ottanta, per consentire l'espletamento del servizio ferroviario nel quartiere di Santa Maria di Pisa, attraversato dalla linea ferroviaria per Sorso. Lo scalo fu attivato il 1º dicembre 1986, e passò alla gestione delle Ferrovie della Sardegna nel 1989.
Sotto l'amministrazione FdS, regionalizzate nel 2008 e divenute nel frattempo "ARST Gestione FdS", l'impianto fu designato come nuovo capolinea della tranvia di Sassari stante l'affiancamento di un binario per il servizio tranviario a quello del servizio ferroviario nel tratto iniziale della linea per Sorso: dall'11 settembre 2009 anche i tram di Metrosassari iniziarono a servire lo scalo.
A partire dal 2010 la fermata è gestita da ARST.

## Strutture e impianti
L'impianto si caratterizza per la presenza nello stesso scalo di una fermata ferroviaria di tipo passante e di una tranviaria terminale.
Dal punto di vista dell'esercizio del primo tipo quella di Santa Maria di Pisa è una fermata in linea, con la presenza del singolo binario di corsa, a scartamento da 950 mm, affiancato da una banchina posta a ovest della ferrovia.

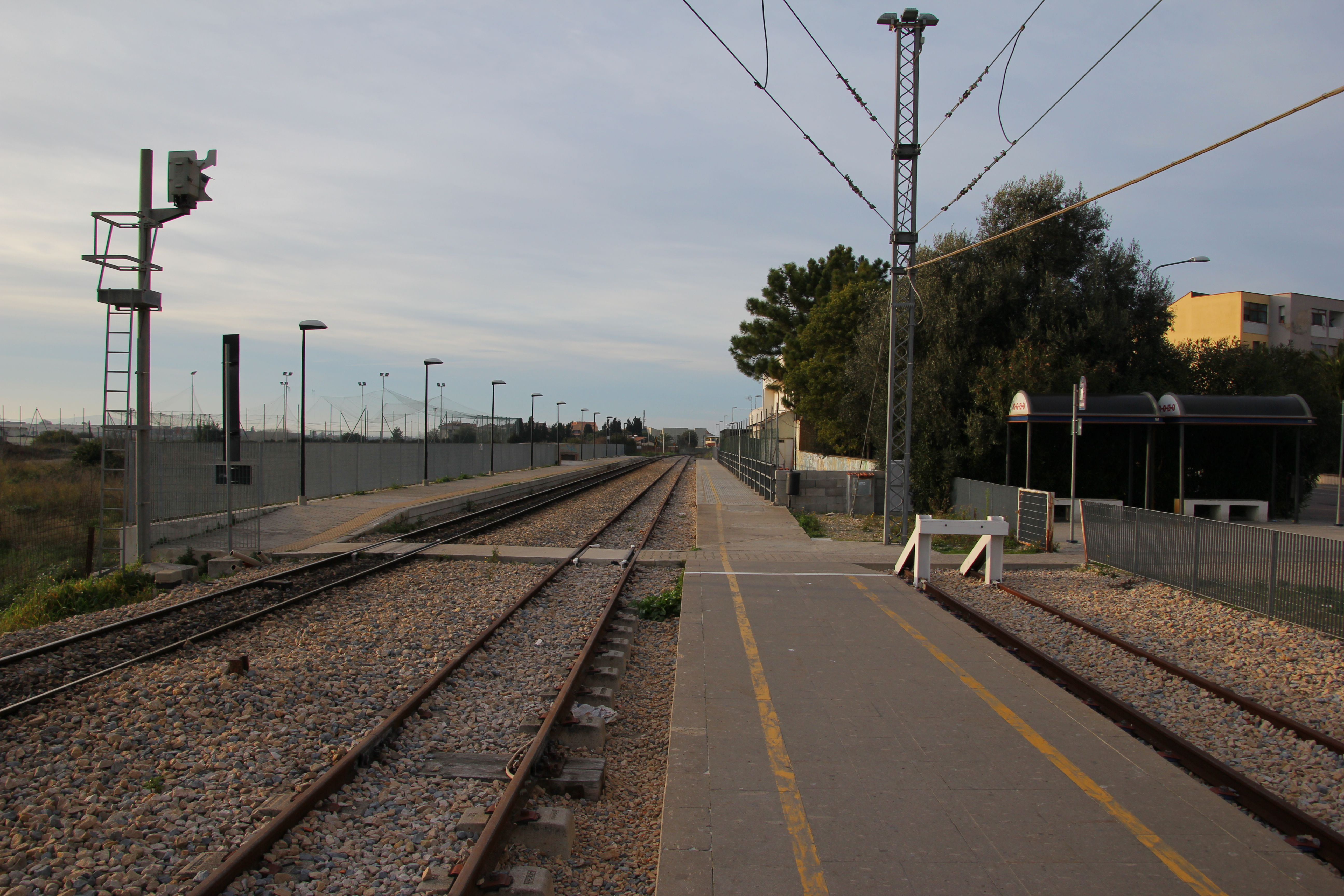
I binari dello scalo, con alla destra il terminal tranviario

Per il servizio tranviario sono invece impiegati due binari: il primo è affiancato a quello ferroviario (lato est) ed è di tipo passante, mentre il secondo è un tronchino che costituisce il terminal tranviario; tra i due è presente una banchina comune per l'accesso ai mezzi. Entrambi i binari tranviari sono sovrastati da una linea aerea di contatto, e presentano lo stesso scartamento ridotto dei treni ARST. 
Il binario di corsa tranviario (privo delle infrastrutture di alimentazione) non termina tuttavia in stazione ma prosegue verso nord terminando negli scambi della stazione di Rodda Quadda, ma non è impiegabile per incroci ferroviari nell'impianto stante l'assenza di comunicazioni tra esso ed il binario della linea per Sorso, nonostante le stesse specifiche di scartamento.
La fermata è impresenziata.

## Movimento
Dal punto di vista ferroviario la fermata è servita dai treni dell'ARST impiegati per le relazioni tra Sassari e Sorso, che rappresentano anche le due stazioni principali con cui l'impianto è collegato. La fermata è inoltre servita dai tram di Metrosassari, di cui costituisce uno dei due capolinea: le relazioni prevedono collegamenti aventi come altro estremo l'emiciclo Garibaldi.